# كيفن بيرنهام
كيفن بيرنهام (بالإنجليزية: Kevin Burnham)‏ هو ربان ‏ أمريكي، ولد في 21 ديسمبر 1956 في هوليس ‏ وتوفي في 27 نوفمبر 2020 عن عمر يناهز 63 عاماَ في الولايات المتحدة.

## وصلات خارجية
- كيفن بيرنهام على موقع الاتحاد الدولي للملاحة الشراعية (موقع جديد) (الإنجليزية)
- كيفن بيرنهام على موقع الاتحاد الدولي للملاحة الشراعية (موقع قديم) (الإنجليزية)
- كيفن بيرنهام على موقع اللجنة الأولمبية الدولية (الإنجليزية)
- كيفن بيرنهام على موقع أوليمبيديا (الإنجليزية)